# Atahualpa
Atahualpa, Atahuallpa, Atabalipa, vagy Atawallpa (Quito vagy Cuzco, kb. 1497  – Cajamarca, a mai Peru, 1533. augusztus 29.) az utolsó legitim inka uralkodó volt. Idősebb féltestvére, Huáscar legyőzését követően került a trónra, miután apjuk, Huayna Capac feketehimlőben meghalt. A spanyol konkvisztádor Francisco Pizarro elfogta, és rajta keresztül irányította az inka államot. Pizarro végül megfojtatta Atahualpát és ez az Inka Birodalom (Kecsua nyelven "Tawantinsuyu") végét jelentette.
Az 1520-as év közepén Huayna Capac volt az Inka Birodalom uralkodója, aki éveken keresztül hadjáratokat vezetett a birodalom északi határainál (a mai Ecuador és Kolumbia területe). Az 1525 és 1527 között kitört himlőjárvány megtizedelte az inka seregeket, és végül az uralkodó halálát is a fertőzés okozta. Ezt követően Huáscart megkoronáztak az inka fővárosban, míg Atahualpára bízták a sereg irányítását aki az északi tartományban maradt, feltehetőleg, mint a tartomány vezetője. A krónikák szerint Huayana Capac két részre osztotta birodalmát: egy északi, Quitoból, és egy déli Cuzcóból irányított félre. Néhány év béke után azonban polgárháború tört ki a két testvér és híveik között, amelynek pontos oka nem ismert, mivel forrástól eltérően más és más indok szerepel.

## A polgárháború
Huáscar Atoc nevű hadvezére vezetése alatt Tumipampába vezényelte a déli hadakat, hogy fegyverletételre kényszerítse Atahualpát. Huáscar és Atahualpa seregei legelőször a Chillopampa Síkságon ütköztek meg. Atahualpát elfogták a csata végén, de egy kislány segítségével sikerült a fogságból megszöknie és csatlakozott seregei vezetőihez. (Chalicuchima, Rumiñahui, és Quizquiz) Ezt követően sereget toborzott és a chimborazzoi csatában jelentős csapást mért Huáscar seregére. Atoc fogsága került, és egyes források szerint Chalicuchima arannyal kirakott poharat készíttetett koponyájából. Atahualpa folytatta a harcot és elfoglalta Tumebamba városát, s lakóin kegyetlen bosszút állt Huáscar támogatásáért.
A döntő ütközetre Quipaipan mellett került sor. Huascart elfogták és a serege feloszlott. Atahualpa Cuzcoba menet 80 000-es seregével éppen Cajamarcában tartózkodott, amikor a Pizarro vezette spanyolokkal találkozott.

## A spanyol hódítás

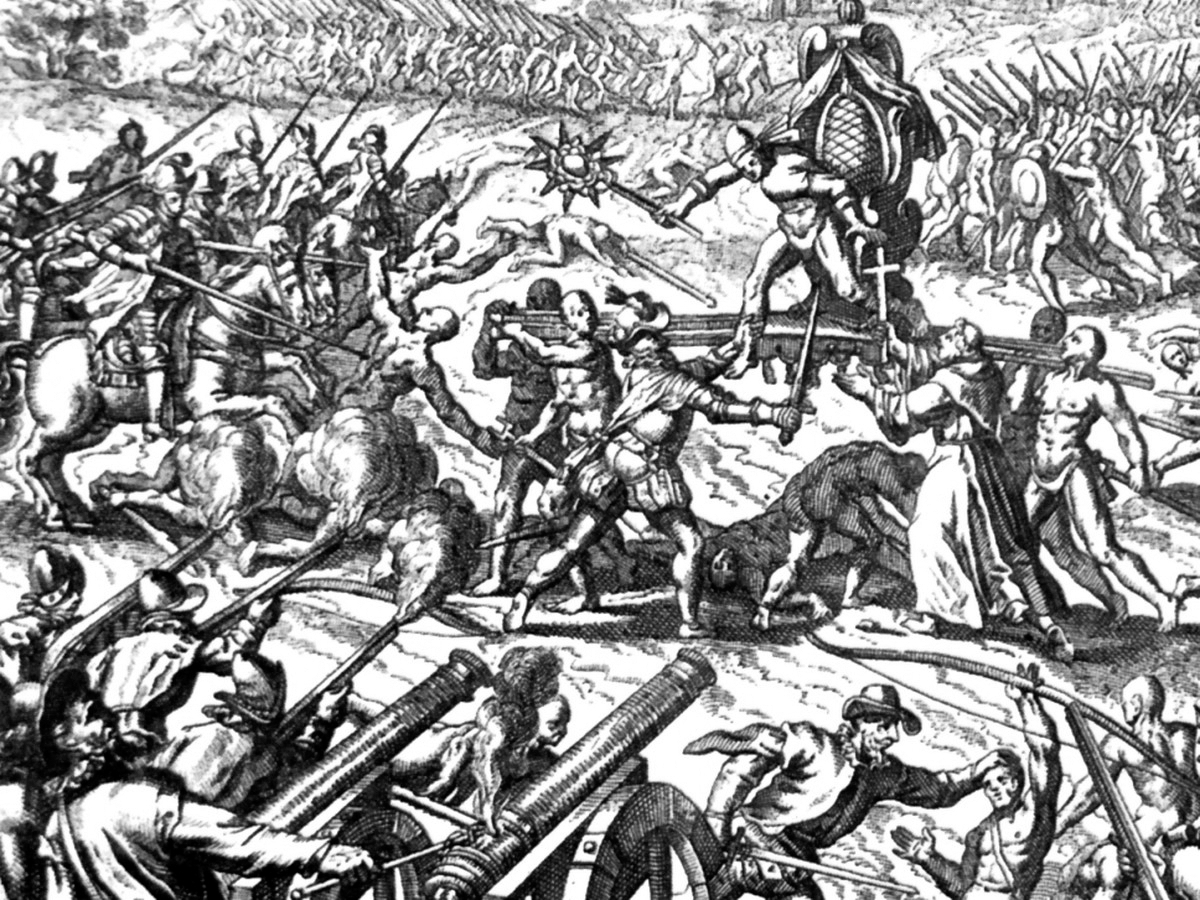
Atahualpa a cajamarcai ütközet során

A spanyol expedíció Francisco Pizarro vezetése alatt a mai Peru északi partvidékén szállt partra 1531 januárjában. A sereg mindössze 180 emberből és 37 lóból állt. A spanyolok délre vonultak és elfoglalták Tumbest, ahol tudomást szereztek a Huascár és Atahualpa között zajló harcról. Miután a spanyol erősítés megérkezett 1532 szeptemberében Pizarro megalapította San Miguel de Piura városát, majd 106 gyalogos és 62 lovas katona társaságában az Inka Birodalom szíve felé vette az irányt. Atahualpa eközben Cajamarcában tarózkodott és már tudomást szerzett a különös idegenekről. Hogy több információt szerezzen, egy inka nemest küldött a spanyolok elé, aki két napot töltött a betolakodók között. A küldött tüzetesen tanulmányozta a hódítok fegyverzetét, lovait és meghívta Pizarrot Cajamarcába, hogy találkozzon az inka uralkodóval. Úgy tűnik, hogy Atahualpa nem tekintett a spanyolokra veszélyforrásként, akik végül 1532. november 15-én érkeztek meg a városba.
Cajamarca jobbára üres volt, csupán pár száz inka harcos tartózkodott a városban. A spanyolok a főtér közepén álló épületeket foglalták el, míg Atahualpa és serege a városhoz közeli hegyes-dombos vidéken vert tanyát. Pizarro Hernando de Soto vezetése alatt egy 15 lovasból álló követséget küldött az inka uralkodó elé. Később testvérével, Hernando Pizarróval további 20 lovast küldött utánuk erősítésként egy esetleges inka támadás kivédésére. A tárgyalás során a spanyolok megkérték Atahualpát, hogy Cajamarcában látogassa meg Pizarrót. Az uralkodó biztosította a vendégeit, hogy másnap eleget tesz a kérésnek. Eközben a spanyolok felkészültek a rajtaütésre és elfoglalták a városközpont kulcsfontosságú részeit.
Másnap Atahualpa nagy kísérettel elhagyta táborát. Mivel a küldöttség lassan közeledett, Pizarro kiküldte testvérét: kérje meg az uralkodót, hogy az est leszállta előtt érkezzen meg a városba. Atahualpa késő délután érkezett meg hordszéken, hatszáz, kőbaltával felfegyverzett harcossal. A plázát elérve, az inka uralkodó nem találkozott az idegenekkel, mivel mindannyian az épületekben tartózkodtak. Pizarro Vincente de Valverde domonkos rendi szerzetest küldte ki tárgyalni. Mind a mai napig nem tisztázott, hogy a pap mit is mondott Atahualpának, de a legtöbben egyetértenek abban, hogy megkérte az uralkodót, fáradjon be az épületbe, ebédeljen és beszéljen a spanyol vezérrel. Az inka ebbe nem egyezett bele, ehelyett követelte, hogy a spanyolok minden egyes elvett értéket szolgáltassanak vissza. Szemtanúk beszámolója szerint Valverde ezután a katolikus vallásról kezdett beszélni, de nem nyújtotta át a requerimientót (okirat, amellyel az inka elismeri a spanyol korona hatalmát, és áttér a keresztény hitre). Atahualpa kérésére Valverde átnyújtotta Bibliáját, de az inka rövid tanulmányozás után a földre hajította. Ekkor a misszionárius jelt adott a spanyoloknak a támadásra. Pizarro utasítására a spanyol harcosok elhagyták rejtekhelyeiket, és tüzet nyitottak a gyanútlan inka seregre. Az inkák többségét lemészárolták, a maradék elmenekült. Atahualpát maga Pizarro fogta el.

## Rabságban, majd kivégzés

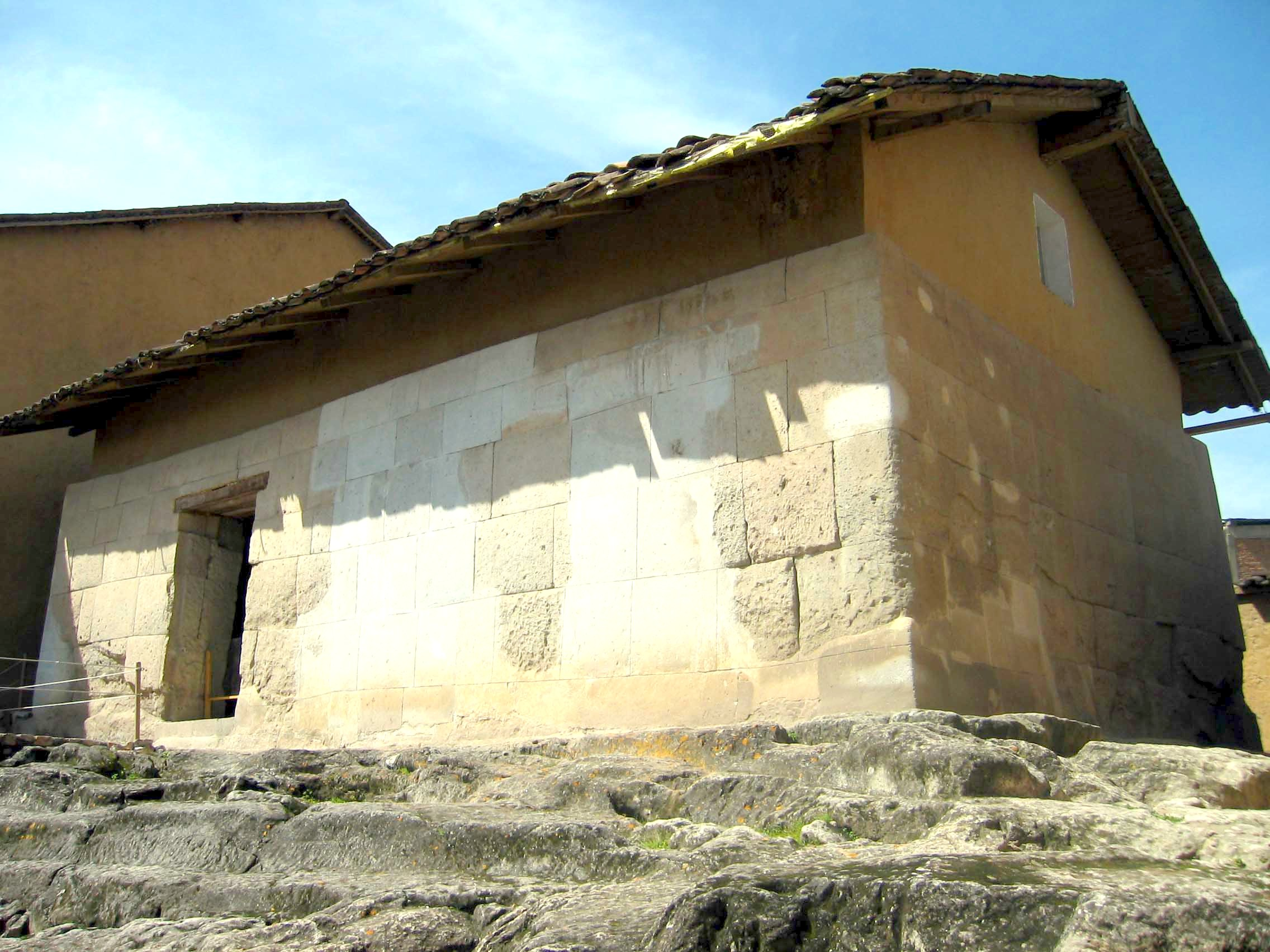
Az épület, amelyben Atahualpát fogva tartották.

November 17-én a spanyolok átkutatták az inka tábort, ahol nagy mennyiségű nemesfémet találtak. Atahualpa, rádöbbenve a spanyoloknak az arany iránti mutatott mérhetetlen sóvárgására, szabadságáért cserébe felajánlotta, hogy egy 6,7 m hosszú, 5,17 m széles és 2,42 m magas szobát két hónap alatt megtölt egyszer arannyal, majd kétszer ezüsttel.

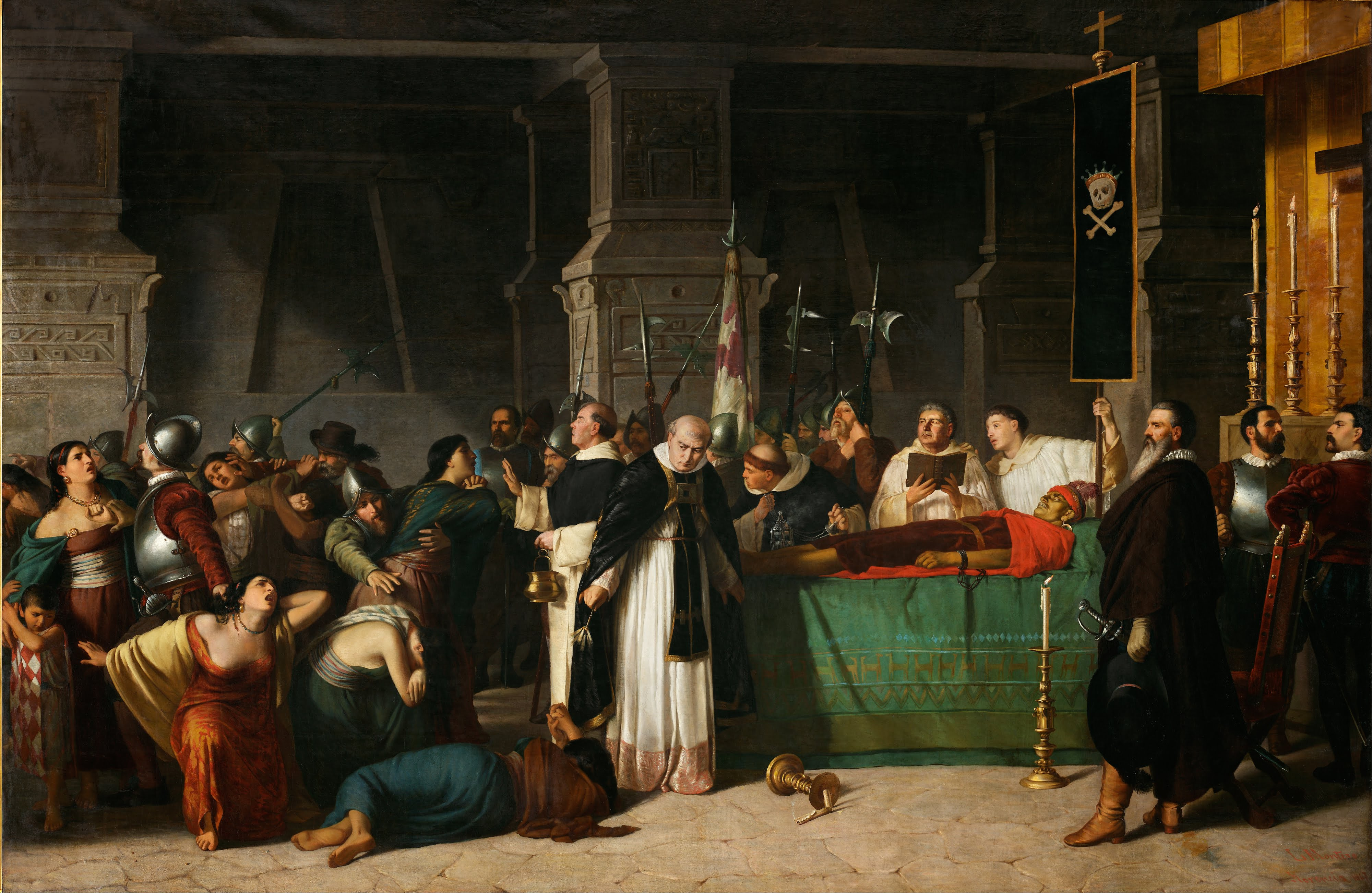
Az Inka Birodalom meghódításának jelentős pillanata: Atahualpának, az utolsó inka uralkodónak halála, 1533. augusztus 29. (Luis Montero festménye)

Pizarro tartott a Rumiñahui vezette, túlerőben lévő inka sereg támadásától, továbbá az inka uralkodó is egyre nagyobb teher lett a számára, ezért Atahualpa kivégzése mellett döntött. A spanyolok koncepciós pere bűnösnek találta az inkát (a vád: a spanyolok elleni lázadás, bálványimádás, testvérgyilkosság) és máglya általi halálra ítélte. Atahualpa megijedt, mert hite szerint ebben az esetben lelke nem mehetett volna a túlvilágra. Valverde azonban felajánlotta az inkának, hogy ha akarja, megkereszteli és ebben az esetben más halálnemet választhat. Atahualpa igent mondott és felvette a Juan Santos Atahualpa nevet, majd – kérésének eleget téve – a megégetés helyett megfojtották.
Túpac Huallpa, az Atahualpát követő uralkodó már csak a spanyolok bábja volt.

## Fordítás
- Ez a szócikk részben vagy egészben a Atahualpa című angol Wikipédia-szócikk ezen változatának fordításán alapul.  Az eredeti cikk szerkesztőit annak laptörténete sorolja fel. Ez a jelzés csupán a megfogalmazás eredetét és a szerzői jogokat jelzi, nem szolgál a cikkben szereplő információk forrásmegjelöléseként.